# Bavarois
Een bavarois (Frans voor Beiers) is een luchtige pudding, een nagerecht, die in een vorm wordt gegoten, gekoeld en gestort of in de vorm geserveerd wordt. In de gastronomie worden twee soorten bavaroises onderscheiden:
- op melkbasis en
- op vruchtenbasis.

Voor een vruchtenbavarois worden zachte vruchten gebruikt, zoals aardbeien, frambozen en abrikozen. Verse kiwi, mango  of ananas moeten eerst gekookt worden, omdat de eiwitsplitsende enzymen in deze vruchten het opstijven door de gelatine verhinderen. Door het koken van deze vruchten wordt het enzym vernietigd.
Een bavarois bevat geen klontjes, en moet geheel glad zijn. De vruchten moeten daarom gepureerd worden, en eventueel ook gezeefd.
In tegenstelling tot veel soorten pudding op basis van maïzena worden bij een bavarois gelatine en eieren gebruikt voor de binding in plaats van zetmeel. Het essentiële verschil tussen een pudding en een bavarois is echter dat de bavarois luchtig is, door gebruik van stijf geklopte slagroom en stijf geslagen eieren. Om uitzakken tegen te gaan wordt gelatine toegevoegd. De bavarois moet enkele uren voor het diner gemaakt worden, omdat de gelatine moet opstijven in de koelkast.
Bij gebruik van koud verwerkbaar instant gelatinepoeder is de bereidingstijd overigens aanzienlijk korter, terwijl het resultaat hetzelfde is.